# Katja Kassin
Katja Kassin (Leipzig, 24 september 1979) is een voormalig pornoactrice.
Kassin groeide op in Leipzig, Duitsland. Na haar afsluitende examens ging Kassin studeren aan de Universiteit van Leipzig. Daar studeerde ze enige semesters politieke wetenschappen en germanistiek. Ze werkte zes jaar als serveerster tijdens haar school- en studieperiode. 
Op twintigjarige leeftijd begon Kassin als naaktmodel te werken. Sindsdien werkte zij in de erotiekbusiness onder haar artiestennaam Katja Kassin. Na contact te hebben gelegd met mensen in de porno-industrie in de Verenigde Staten, om precies te zijn in San Fernando Valley (Californië), kreeg zij opdrachten aangeboden voor Gonzo-pornofilms via agent Mark Spiegler. Om aan haar bekendheid te werken in haar eigen land deed Kassin optredens in erotiekshows op de Duitse televisie die werden uitgezonden door een Duitse commerciële zender. Haar eerste optreden in een pornofilm beleefde zij in 2002. Het was de film met de Duitse titel Der Schuh im Arsch der Mona Q. uit de serie Die Macht der Füsse. In 2004 ging Kassin wonen in Californië. Zij werkte in die periode nauw samen met de Amerikaanse pornoactrice Dru Berrymore. In januari 2005 trouwde Kassin met de Amerikaanse pornoacteur Sledge Hammer. Al in april 2006 gingen zij uit elkaar. In oktober datzelfde jaar kwam de scheiding rond. De zakelijke samenwerking met Spiegler kwam ook ten einde. Ze toerde onder eigen regie door Amerika. Fans konden haar in die periode boeken als escortgirl. 
In november 2009 beëindigde Kassin haar werkzaamheden in de porno-industrie.

## Filmografie (selectie)
- 2003: Jack’s Playground
- 2003: Ass Worship 4
- 2003: Big Wet Asses
- 2004: Art School Sluts
- 2004–2006: Jack’s Teen America 2, 7, 16
- 2005: Darkko’s Anal Showdown: Katja vs Lauren
- 2005: Camp Cuddly Pines Powertool Massacre
- 2005: Strap Attack 3
- 2006: Girlvert 13
- 2006: Katja Kassin Interactive Gangbang
- 2006: Jack’s Big Ass Show 3, 5
- 2006: Ass Addiction
- 2006: Devinn Lane’s Guide to Strap-on Sex
- 2006: Girlvana 2
- 2008: Monster Curves 2
- 2008: 9to5 – Days in Porn
- 2009: Big Ass Fixation 5
- 2011: Battle of the Asses 4
- 2012: Seasoned Players 17
- 2013: My Friend’s Hot Mom 36
- 2013: MILF Revolutions
- 2015: Lesbian Family Affair 3
- 2016: Couples Seeking Teens 20
- 2017: Anaconda vs. Cougars 3
- 2017: Bra Busting Lesbians 5
- 2018: Filthy Moms 3